# De Nios lyrikpris
De Nios lyrikpris – szwedzka nagroda literacka przyznawana przez szwedzkie Towarzystwo Dziewięciu, ufundowane testamentem szwedzkiej pisarki Lotten von Kræmer.

## Nagroda
Do 2020 roku nagroda została przyznana tylko raz – w 2008 roku. Każdy laureat nagrody poza statuetką zostaje również nagrodzony sumą 125 tysięcy koron szwedzkich.

## Laureaci nagrody[1]
- 2008 – Marie Lundquist[3] oraz Eva Runefelt(inne języki)[4]

## Źródła
1. 1 2  Samfundet De Nio – priset [online], samfundetdenio.se, 13 lutego 2012 [dostęp 2020-12-17] [zarchiwizowane z adresu 2012-02-13].
2. ↑  Lennart Tham, Sverige & svenskarna: 1000 saker du måste veta, Wahlström & Widstrand, 23 grudnia 2014, ISBN 978-91-46-22800-4 [dostęp 2020-12-17] [zarchiwizowane z adresu 2020-12-17] (szw.). Brak numerów stron w książce
3. ↑  Ten Poems by Marie Lundquist [online], www.europenowjournal.org [dostęp 2020-12-17] [zarchiwizowane z adresu 2020-12-17] (ang.).
4. ↑  Runefelt, Eva [online], Nordic Women’s Literature [dostęp 2020-12-17] [zarchiwizowane z adresu 2020-12-17] (ang.).